# Weckschnapp

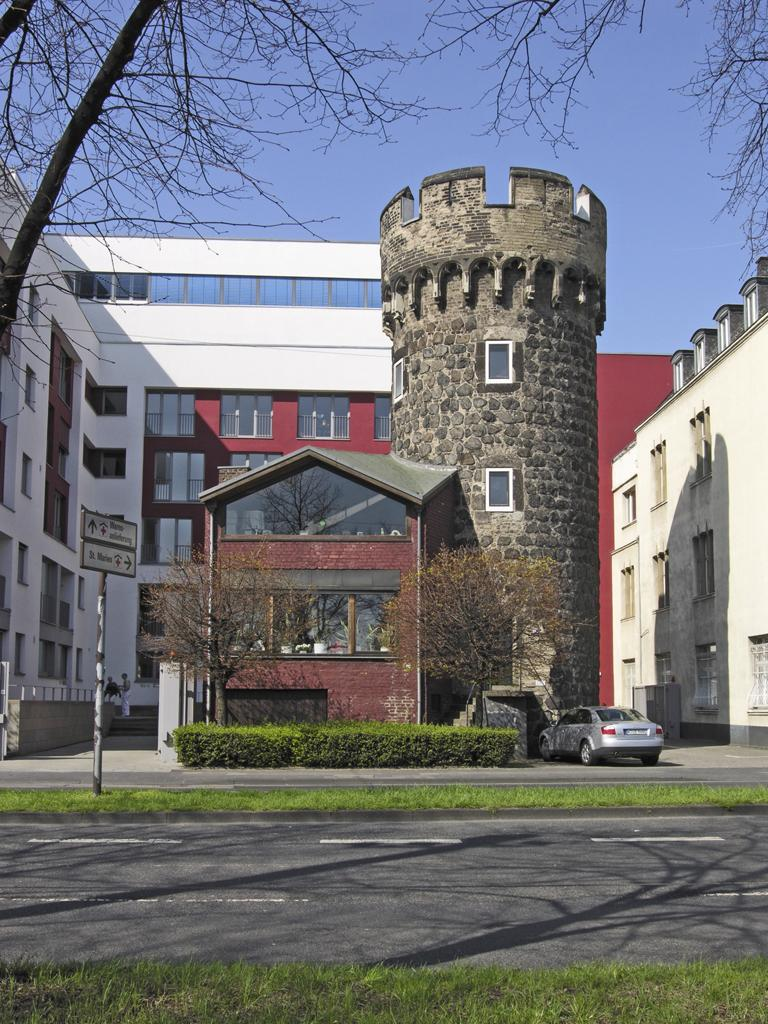
Köln, Weckschnapp

Als Weckschnapp wird ein mittelalterliches Türmchen mit einem modernen Anbau am linksrheinischen Konrad-Adenauer-Ufer in der Kölner Altstadt-Nord bezeichnet, das Teil der mittelalterlichen Stadtmauer war.

## Die „Weckschnapp“-Sage
Der Name Weckschnapp verweist auf eine Kölner Sage, die von einer besonders grausamen Form der Hinrichtung berichtet. An der Decke des Gefängnisraumes im Obergeschoss des Turms sollen die Wärter einen Weck (ein kleines Brot) aufgehängt haben. Da die Gefangenen keine weitere Nahrung erhielten, versuchten sie nach einiger Zeit, den „Weck“ hinaufspringend zu fangen („schnappen“) und stürzten dann auf eine sich öffnende Falltür durch einen messerbestückten Schacht im Turm direkt in den Rhein. Nur einem Gefangenen, der besonders stark abgemagert war, soll die Flucht gelungen sein. Er war so dünn, dass er durch die Messer fiel, ohne diese zu berühren.
Die Sage erscheint 1826 erstmals schriftlich in einem Werk des Kölner Schriftstellers Ernst Weyden (1805–1869) als kurze Prosaerzählung mit dem Herkunftsvermerk „Mündlich“ und der Einleitung:

„Am nördlichen Ende der Stadt Köln, bei der St. Kunibertskirche, war auf einem Vorsprunge ein Thurm erbaut, der unter dem Volke den Namen: „die Weckschnapp“ führte, an welchem Namen sich die schauerlichsten Sagen reihen.“

Der Kern der Sage dürfte an die angenommene Funktion des Kunibertsturms (nördliches Gegenstück des Bayenturms) als Gefängnis und Ort des „peinlichen Verhörs“ anknüpfen. Das erhaltene Türmchen ist allerdings nachweislich nicht der Ort gewesen, von dem die Sage berichtet. Dieser Turm hat nie eine Verbindung zum Rhein gehabt und Gefangene wurden auch nicht an einem solchen exponierten Ort festgehalten. Wahrscheinlicher bezieht sich die Sage ursprünglich auf eine „Ark“, einen im Rhein stehenden Befestigungsteil, der mit der Kunibertsbefestigung mittels einer Wehrgangbrücke verbunden war. Diese „Ark“ ist im großen Hochwasser 1784 weitgehend zerstört worden.
Der Name „Weckschnapp“ ist offenbar im 19. Jahrhundert durch den Volksmund auf diesen einzigen erhaltenen Teil der Kunibertsbefestigung übertragen worden und fand auch den Weg in offizielle Karten. In der aktuellen Deutschen Grundkarte wird er dagegen als „Kunibertsturm“ bezeichnet.

## Das „Kunibertstürmchen“

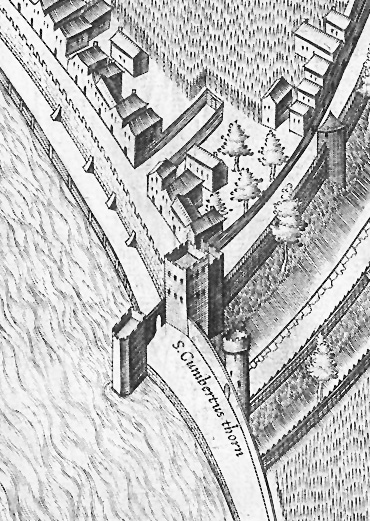
Torburg mit Kunibertsturm, Stromkopf („Ark“) und rundem „Kunibertstürmchen“ auf der Kölner Stadtansicht von 1570

Das „Kunibertstürmchen“ ist seit 1446 nachgewiesen. Es gehörte dem der Stadtmauer vorgelagerten Teil der früheren Stadtbefestigung der Kunibertstorburg an, die im Aufbau der Befestigung am Bayenturm entsprach. Tor, Turm und Ark, der später zur Bastion ausgebauten Wehranlage, sind auf der Kölner Stadtansicht von 1570 Arnold Mercators deutlich erkennbar. Mit dem Kunibertsturm war das „Kunibertstürmchen“ mit einem Wehrgang auf einer hohen Mauer verbunden.
Da dieser vor der Stadtmauer stehende Turm in Köln einzigartig war, wurde er bis ins 19. Jahrhundert oft zur Ortsbeschreibung benutzt, z. B. Hafen oder Bahnhof „am Türmchen“. Auch in Straßennamen findet sich der Turm wieder: „Thürmchenswall“ für die Wallstraße zum Eigelstein oder die untergegangene „Thürmchensgasse“ an der Rheinfront.
Im Zuge der Schleifung der Stadtmauer ab 1881 wurde auch die Kunibertsbefestigung 1895 abgerissen. Wie die verbliebenen Stadttore wurde auch das erhaltene Türmchen vom Stadtbaumeister Josef Stübben restauriert.
Den Zweiten Weltkrieg überstand das „Kunibertstürmchen“ ohne große Schäden.
Der Architekt Martin Kratz baute 1956 zunächst den Turm für Wohnzwecke aus. Nachdem die Grundstücksfrage geklärt war, setzte er ein eingeschossiges Wohnhaus an.